# سفارة بلجيكا في كندا
سفارة بلجيكا في كندا هي أرفع تمثيل دبلوماسي لدولة بلجيكا لدى كندا. تقع السفارة في أونتاريو وهي تهدف لتعزيز المصالح البلجيكية في كندا.

## وصلات خارجية
- قائمة سفارات بلجيكا
- قائمة السفارات في كندا